# Occhio alle ragazze!
Occhio alle ragazze! è una commedia in un atto unico di Eduardo De Filippo. Non è mai stata rappresentata né pubblicata. Il nulla osta della censura porta la data del 25 marzo 1936. 

## Trama
Anastasia Cardelli è una ricca signora vedova con tre figlie giovani: Giuseppina, Olimpia e Carolina, rispettivamente fidanzate con Roberto, Riccardo e Giacomo. La preoccupazione per le sorti delle figlie l'ha resa invalida e continuamente angosciata. 
Anche Maria, la figlia maggiore, zitella e trentacinquenne, è motivo di pensiero, sebbene la sua condizione di single sia dovuta proprio alle eccessive preoccupazioni della madre. Solo il figlio Gerolamo sembra sollevarla, nonostante le dia dei dispiaceri: a lui è affidato il compito di seguire le tre giovani quando escono coi fidanzati. Gerolamo non accetta più di fare il cane da guardia e scoppia un alterco in famiglia, che termina coi tre spasimanti che si allontanano.  
Gerolamo riceve una lettera dalla fidanzata Luisa per mano dell'amica di lei Olga, nella quale rivela che, per contraddire i 
severi fratelli che le erano da guardia come lui faceva con le sorelle, aveva peccato con un altro uomo. Colto dalla rabbia, 
capisce che il troppo controllo genera la reazione contraria a quella voluta: fa leggere la lettera ad Anastasia che, comprendendo l'avvenimento, manda fuori le tre giovani con i fidanzati e prega anche Maria di uscire, ché ha ancora tempo di farsi una vita. 